# Донауров, Сергей Иванович
Сергей Иванович Донау́ров (2 (14) ноября 1838 — 10 (22) марта 1897) — русский композитор и поэт. Стихи писал как на русском, так и на французском языках. Автор французского оригинала слов известного романса «Пара гнедых».

## Жизнь

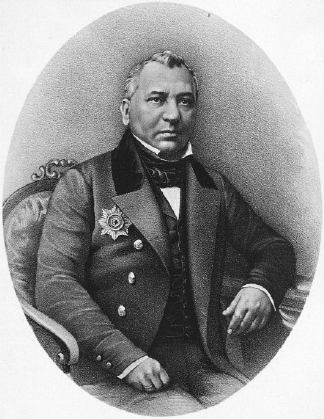
Пётр Михайлович Донауров, дядя поэта

Родился в Санкт-Петербурге, в семье, принадлежавшей к дворянскому роду Донауровых, имевшему грузинское происхождение. Отец, камергер Иван Михайлович Донауров (1806/07—1849), был известным любителем музыки, автором нескольких романсов. Мать, княжна Наталья Григорьевна Голицына (1816—1874), дочь Г. С. Голицына и воспитанница княгини Н. С. Голицыной. Дядя, Пётр Михайлович Донауров, был крупным государственным деятелем — товарищем (т. е. заместителем) государственного контролёра, сенатором, гражданским губернатором Санкт-Петербурга.
Крещён 18 декабря 1838 года в Симеоновской церкви при восприемстве дяди князя Г. Г. Голицына и тетки М. М. Жадовской. Образование получил в Пажеском корпусе. После окончания корпуса поступил на дипломатическую службу. Работал в центральном аппарате Министерства иностранных дел в должности атташе, затем — на различных должностях посольства России в Италии. По возвращении из заграничной командировки перешёл на работу в Главное управлении по делам печати, в котором служил цензором, затем — членом совета Управления, отвечая за проверку драматических произведений. Примечательно, что руководителем данного ведомства в тот период был Ф. И. Тютчев, на стихи которого Донауров сочинил ряд музыкальных произведений. В силу ведомственной принадлежности Донаурова его собственное творчество было одобрено цензурой весьма оперативно — это произошло в 1871 году.
Поддерживал широкие знакомства в среде российской творческой интеллигенции. Имеются сведения о дружеских отношениях Донаурова с П. И. Чайковским. Скончался в Петербурге от крупозного воспаления лёгких, похоронен на Волковском православном кладбище.

## Творчество
Музыкой и поэзией занимался в свободное от службы время, не рассматривая их как своё основное занятие и не придавая им серьёзного значения. В этой связи в последующем квалифицировался как «один из последних представителей музыкального дилетантизма» в России. Основными музыкальными произведениями Донаурова были романсы, которых он сочинил не менее ста — как на собственные стихи, так и на стихи известных поэтов (А. С. Пушкина, М. Ю. Лермонтова, Ф. И. Тютчева, А. К. Толстого, А. Н. Апухтина и др.) и на народные слова. Известно, что он был автором самого первого варианта музыки на тютчевское стихотворение «Я встретил вас» и единственным композитором, сочинившим музыку на эти слова при жизни Тютчева.
Романсы Донаурова регулярно публиковались в различных поэтических и музыкальных альманахах. Многие из них приобрели широкую популярность — в частности, «Тихо на дороге», «Разлука», «Только станет смеркаться немножко». Критиками отмечается сентиментальный характер произведений Донаурова, их стилистическая близость русской городской лирической песне и бытовому романсу, непритязательность его собственных стихотворных текстов.
Также был автором по крайней мере двух оперетт, ставившихся в Императорских театрах — «Христофор Колумб» и «Путешествие на Луну», партитуры которых не сохранились.
Примечательно, что наиболее известное в наше время произведение Донаурова — написанное по-французски стихотворение «Бедные лошади» (фр. Pauvres chevaux), которое позднее было переведено на русский А. Н. Апухтиным под названием «Пара гнедых» и в музыкальной обработке Я. Ф. Пригожего стало одним из самых популярных русских романсов.